# Гребцово
Гребцо́во — хутор в Родионово-Несветайском районе Ростовской области.
Входит в состав Кутейниковского сельского поселения.

## История
Хутор был основан полковником Матвеем Гребцовым в 1796 году.

## Население
| 2010 |
| ---- |
| 335  |

## Улицы
- пер. Дачный,
- ул. Космонавтов,
- ул. Степная,
- ул. Суворова,
- пер. Чехова.